# Platycotis cornuta
Platycotis cornuta är en insektsart som beskrevs av Frederick Byron Plummer 1936. Platycotis cornuta ingår i släktet Platycotis och familjen hornstritar. Inga underarter finns listade i Catalogue of Life.